# Новая Земля (Хабаровский край)
Но́вая Земля́ — упразднённый посёлок в Охотском районе Хабаровского края на территории современного сельского поселения Село Вострецово. Ныне — урочище.

## История
Упразднён Решением Президиума Хабаровского краевого Совета народных депутатов от 30.10.1990 № 68-ПС

## География
Находиться примерно в 4 километрах от побережья Охотского моря а также располагается на расстоянии 1303 км. по прямой от центра региона и в 5619 км. от центра Москвы. Высота местоположения над уровнем моря в центральной населённой части около: 9 м. В номенклатуре Советских карт эта местность относится к квадрату: O-54-34. Автомобильный код региона: 27. Время: МСК+7 часов.

## Транспорт
Морской и речной транспорт.